# Ladoye-sur-Seille
Ladoye-sur-Seille là một xã của tỉnh Jura, thuộc vùng Bourgogne-Franche-Comté, miền đông nước Pháp.